# Percival Everett
Percival Everett (22 de diciembre de 1956) es un escritor y profesor universitario estadounidense. Como novelista ha sido galardonado con múltiples distinciones literarias, entre otros ha obtenido en 2024 el Premio Nacional del Libro de Estados Unidos, en la categoría de ficción, por su novela James.
Su libro X también titulado en español como Cancelado (título original en inglés Erasure) fue adaptada en 2023 al cine en la película American Fiction, escrita y dirigida por Cord Jefferson y que fue nominada a los premios Oscar en cinco categorías.

## Familia y educación
Percival Leonard Everett nació el 22 de diciembre de 1956, en Fort Gordon, Georgia, donde su padre estaba destinado como sargento del Ejército de los Estados Unidos. Poco después de su nacimiento la familia se trasladó a Columbia (Carolina del Sur), donde su padre se dedicó a trabajar como odontólogo. Su abuelo paterno, sus tíos y su hermana pequeña también fueron médicos. Según cuenta Everett, su bisabuelo era un judío 'blanco', que vivió en Texas y contrajo matrimonio con una antigua esclava. El describe su infancia en Columbia como "muy agradable" en la que los libros eran un elemento muy cercano.
Everett se graduó en la Universidad de Miami y obtuvo un máster en 1982 en literatura de ficción en la Universidad Brown. Vive actualmente en Los Ángeles (California) con su mujer, la también escritora Danzy Senna.

## Obra literaria
Everett es considerado un autor ecléctico, que ha escrito novela, cuenta, poesía e incluso dos libros en los que reformulaba los mitos griegos. En sus novelas cultiva el género satírico e incluso humorístico con los que suele tratar un tema que recorre su obra: el racismo y la identidad en Estados Unidos como fundamento del poder.
Su novela James, publicada en 2024, supone una recreación del libro Las aventuras de Huckleberry Finn de Mark Twain pero narrado desde el punto de vista Jim, el esclavo que acompaña a Huck en sus aventuras a lo largo del Río Misisipi. Sobre la adaptación, El diario El País decía: "Lo hace con suprema elegancia e inteligencia, reescribiendo la obra maestra de Mark Twain de manera a la vez crítica y respetuosa". Este trabajo de Everett ha recibido múltiples alabanzas y ha figurado en multitud de listas de los mejores libros del año. El libro ha sido galardonada con el Premio Nacional del Libro de Estados Unidos, en la categoría de ficción y con el premio Kirkus. Fue igualmente finalista del Premio Booker. El director Steven Spielberg ha comprado en 2024 los derechos para su adaptación al cine.

### Novelas publicadas
- Suder (1983)
- Walk Me to the Distance (1985)
- Cutting Lisa (1986)
- Zulus (1990)
- For Her Dark Skin (1990)
- God's Country (1994)
- Watershed (1996)
- The Body of Martin Aguilera (1997)
- Frenzy (1997)
- Glyph (1999)
- Grand Canyon, Inc. (2001)
- X también titulado en español como Cancelado (Erasure, 2001)
- American Desert (2004)
- Wounded (2005)
- The Water Cure (2007)
- No soy Sidney Poitier (I Am Not Sidney Poitier, 2009)
- Assumption (2011)
- Cuánto azul (So Much Blue, 2017)
- Telephone (2020)
- Los árboles (2021)
- Dr. No (2022)
- James (2024)